# Internationales Jahrbuch für Hermeneutik

Das Internationale Jahrbuch für Hermeneutik (mitunter abgekürzt mit der Sigle IJH) ist eine jährlich erscheinende philosophische Fachzeitschrift. Die erste Ausgabe erschien 2002, seit Band 12 (2013) erscheint es unter seinem englischen Titel, International Yearbook for Hermeneutics.
Gründer und Herausgeber ist Günter Figal, Mitherausgeber ist seit 2016 Bernhard Zimmermann. Das Jahrbuch wird vom Mohr Siebeck Verlag in Tübingen verlegt. Es präsentiert aktuelle Beiträge zur philosophischen Strömung der Hermeneutik.